# Билялов, Билял Шевкетович
Билял Шевкетович Билялов (крымскотат. Bilâl Şevket oğlu Bilâlov, Билял Шевкет огълу Билялов, укр. Білял Шевкетович Білялов; род. 30 декабря 1962, Ташкент) — советский и украинский актёр, режиссёр и сценарист. Директор Крымскотатарского академического музыкально-драматического театра (1998—2018). Заслуженный работник культуры Украины (2001).                 Заслуженный деятель искусств Украины (2006).

## Биография

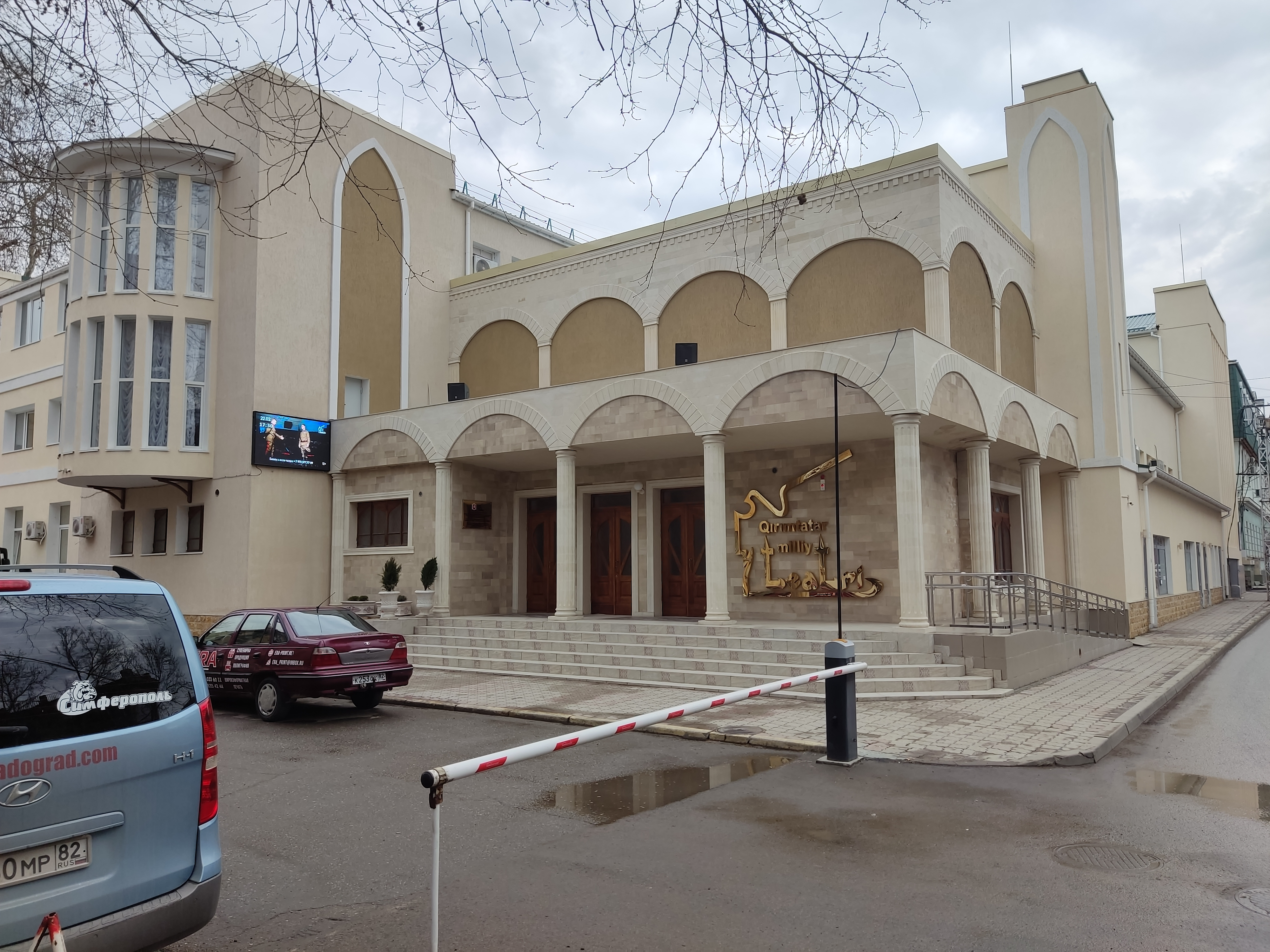
Крымскотатарский академический музыкально-драматический театр

Родился 30 декабря 1962 года в Ташкенте в семье крымских татар. Окончил Ташкентский государственный театрально-художественный институт (1984) и Российский институт истории искусств в Москве (1992).
С 1982 по 1984 год работал руководителем драматического кружка. С 1986 по 1987 — актёр Ферганского драматического театра имени Максима Горького. С 1987 по 1989 год — актёр театра-студии при киностудии «Узбекфильм».
С 1989 года работает в Крымскотатарском музыкально-драматическом театре. Первоначально Билялов являлся актёром и режиссёром-постановщиком; с 1991 года — главный режиссёр, с 1994 года — художественный руководитель, а с 1998 года — директор. При участии Билялова впервые на крымскотатарском языке были поставлены пьесы Николая Гоголя, Леси Украинки, Антона Чехова, Александра Пушкина. В Энциклопедии современной Украины даётся следующая характеристика Билялова: «Режиссёрские работы Билялова характеризуются острой социальной позицией, политической устремленностью, яркой художественной формой, внутренним динамизмом, стремлением к высокому, романтическому стилю. Билялов-актёр объединяет острый динамизм со взрывным темпераментом».
Летом 2018 года был уволен с должности директора Крымскотатарского академического музыкально-драматического театра. По мнению Билялова, его отставка была незаконной, выполнена по надуманному поводу и при этом за ней стоял Руслан Бальбек — депутат Государственной думы России. После отставки Билялова часть актёров театра в знак протеста покинули КАМДТ и основали независимый театр «Алтын бешик».
В качестве активиста участвовал в событиях Оранжевой революции в Киеве. Являлся председателем союза театральных деятелей Крыма, президентом Крымского центра Международного института театра (ЮНЕСКО), основателем и генеральным директором Международного театрального фестиваля «Крымский ковчег» (ЮНЕСКО). До 2010 года входил в Национальный совет по вопросам культуры и духовности при Президенте Украины. Являлся членом Комитета Национальной премии имени Тараса Шевченко. Один из учредителей газеты «Диалог».
Участвовал в организации ряда концертных программ, включая вечер-реквием посвящённый 50-летию депортации крымскотатарского народа, «Дней культуры крымских татар в Ялте» в 1995 году. Один из организаторов фестиваля «Крымский ковчег». Автор пьесы «Гузель Къырым» («Великолепный Крым», 2001).

## Награды и звания
- Заслуженный работник культуры Украины (2001)[10]
- Заслуженный деятель искусств Украины (2006)[7]
- Благодарность Президента Украины (2001, 2005)[7]
- Премия имени Панаса Саксаганского (2014)[11]

## Личная жизнь
Сын — Шевкет Билялов — композитор, лауреат премии имени И. П. Котляревского.

## Роли
Спектакли
- «Авдет» (в соавторстве с Т. Александровым, 1991)
- «Алдар» А. Шагиняна (1992)
- «Юбилей» А. Чехова (1993)
- «Девушка из Мисхора» Ю. Болата (2001)

Театральные роли
- Вождь Бромден — «Полет над гнездом кукушки» Д. Вассермана
- Максим — «Традиционный сбор» В. Розова
- Врач — «Среда, 22. 10» А. Щедрина
- Банко, Тибальт — «Макбет», «Ромео и Джульетта» В. Шекспира

Роли в кино
- 1987 — Опаленные Кандагаром — Афганец
- 1998 — Крымские легенды — Гирей
- 2002 — Богдан-Зиновий Хмельницкий — Ислям III Герай